# Extéroception
L'extéroception est la sensibilité à tous les stimulus concernant l'extérieur de l'organisme, par l'intermédiaire de la peau, des phanères et des muqueuses. Ce processus est rendu possible par la présence de récepteurs microscopiques, les extérocepteurs, qui transmettent aux fibres nerveuses les informations provenant d'une stimulation mécanique (toucher, pression forte), thermique (froid, chaleur) ou douloureuse (irritation). (la réceptivité à la chaleur, à la pression, à la douleur, etc...).
L’extéroception peut ensuite s'associer aux cinq modalités sensorielles qui permettent de capter et transmettre les stimuli sensoriels en provenance de l’extérieur du corps, au travers de la vision, l’audition, l’olfaction, le goût et le toucher. Soit autant de modalités qui donnent lieu à une perception consciente.